# Grotella citronella
Grotella citronella là một loài bướm đêm thuộc chi Grotella, trong họ Noctuidae.Loài này được tìm thấy ở Bắc Mỹ, bao gồm California, nơi đặc trưng của nó.